# A Clarence epizódjainak listája
Ez a cikk a Clarence című rajzfilmsorozat epizódjait sorolja fel.

## Évadáttekintés
| Évad | Évad | Részek száma | Részek száma | Eredeti sugárzás  | Eredeti sugárzás  | Eredeti adó     | Magyar sugárzás    | Magyar sugárzás   | Magyar adó      |
| Évad | Évad | Részek száma | Részek száma | Évadbemutató      | Évadzáró          | Eredeti adó     | Évadbemutató       | Évadzáró          | Magyar adó      |
| ---- | ---- | ------------ | ------------ | ----------------- | ----------------- | --------------- | ------------------ | ----------------- | --------------- |
|      | 1.   | 51           | 51           | 2014. április 14. | 2015. október 27. | Cartoon Network | 2014. november 24. | 2016. június 7.   | Cartoon Network |
|      | 2.   | 38           | 38           | 2016. január 18.  | 2017. február 3.  | Cartoon Network | 2016. november 21. | 2017. április 13. | Cartoon Network |
|      | 3.   | 40           | 40           | 2017. február 10. | 2018. június 24.  | Cartoon Network | 2017. október 2.   | 2018. április 27. | Cartoon Network |

## Epizódok

### Első évad (2014-2015)
| Sor. | Év. | Cím                                                      | Rendező        | Író                         | Premier                                | Nézettség   | Gyártási szám |
| --- | --- | -------------------------------------------------------- | -------------- | --------------------------- | -------------------------------------- | ----------- | ------------- |
| 1. | 1.  | Majré, móka, sültkrumpli (Fun Dungeon Face Off)          | Raymie Muzquiz | Skyler Page, Patrick Harpin | 2014. április 14. 2014. december 8.    | 2,26 millió | 003           |
| Mary elviszi Clarence-t és barátait: Sumót és Jeffet egy ebédre a közeli gyorsétterembe, ahol egy játszóház is található. Clarence és Sumo ellopja Jeff sültkrumpliját, hogy becsalják ot a játszóházba, így segítve ot a félelme legyozésébe. |     |                                                          |                |                             |                                        |             |               |
| 2. | 2.  | Pompás nap egy csajszival (Pretty Great Day with a Girl) | Raymie Muzquiz | Skyler Page, Patrick Harpin | 2014. április 14. 2014. november 26.   | 2,26 millió | 001           |
| Clarence és Amy, a szomszédlány elindulnak, hogy felkeressék a környékbeli nagy „vándorsziklát”. |     |                                                          |                |                             |                                        |             |               |
| 3. | 3.  | Pénzsöprő varázs (Money Broom Wizard)                    | Raymie Muzquiz | Skyler Page, Patrick Harpin | 2014. április 21. 2014. december 1.    | 2,37 millió | 002           |
| Clarence, Jeff és Sumo ellátogat a Pizza-mocsár nevű játékbirodalomba, de csak egy dollárjuk van. Persze megtalálják a módját, hogy így is jól szórakozzanak. |     |                                                          |                |                             |                                        |             |               |
| 4. | 4.  | A szupermarket sűrűjében (Lost in the Supermarket)       | Raymie Muzquiz | Skyler Page, Patrick Harpin | 2014. április 21. 2014. november 27.   | 2,37 millió | 008           |
| Clarence elmegy a szupermarketbe az anyukájával, Mary-vel, ahol felfedezi, mennyi kalandot rejt a vásárlás. Az egyik ilyen „kaland” balul sül el: Mary-nek elvesznek a kuponjai, amiket a többi vásárló szerez meg. |     |                                                          |                |                             |                                        |             |               |
| 5. | 5.  | Clarence milliói (Clarence's Millions)                   | Raymie Muzquiz | Skyler Page, Patrick Harpin | 2014. április 14. 2014. november 28.   | 2,10 millió | 010           |
| Clarence észreveszi, hogy a tanárnő jutalmazási rendszere, a „kispajtáscsillag” néhány gyereket hátrahagy, ezért bevezeti saját jutalmát, a Clarence-dollárt! Eleinte jól működik a rendszer, de szép lassan kitör a káosz... |     |                                                          |                |                             |                                        |             |               |
| 6. | 6.  | Clarence becsajozik (Clarence Gets a Girlfriend)         | Raymie Muzquiz | Skyler Page, Patrick Harpin | 2014. május 5. 2014. december 2.       | 1,92 millió | 005           |
| Clarence és osztálytársa, Ashley megegyeznek, hogy randiznak egyet. Clarence idoközben rájön, hogy fogalma sincs a párkapcsolatokról. De nem kell aggódnia, hiszen Sumo besegít és úriemberré varázsolja őt. |     |                                                          |                |                             |                                        |             |               |
| 7. | 7.  | Jeff játékszere (Jeff's New Toy)                         | Raymie Muzquiz | Spencer Rothbell            | 2014. május 12. 2014. november 25.     |             | 013           |
| Jeff úgy dönt, nem bontja ki új, repülő játékrobotját, de Clarence nagyon ki szeretné próbálni. Szegény Sumo kénytelen dönteni, kinek az oldalára áll. |     |                                                          |                |                             |                                        |             |               |
| 8. | 8.  | Vacsoraparti (Dinner Party)                              | Raymie Muzquiz | Skyler Page, Patrick Harpin | 2014. június 12. 2014. december 4.     |             | 004           |
| Mary elviszi fiát, Clarence-t egy vacsorapartira. A „buli” dögunalom, ezért Clarence gondoskodik a hangulat feldobásáról. |     |                                                          |                |                             |                                        |             |               |
| 9. | 9.  | Duda-dili (Honk)                                         | Raymie Muzquiz | Mark Banker                 | 2014. június 19. 2014. december 3.     |             | 014           |
| Clarence kommunikációs készségeit próbálja fejleszteni, ami dudálással roppant idegesítő tud lenni. |     |                                                          |                |                             |                                        |             |               |
| 10. | 10. | Dollárvadászat (Dollar Hunt)                             | Raymie Muzquiz | Mark Banker                 | 2014. június 26. 2014. december 10.    |             | 012           |
| Clarence mókás dollárvadászatot szervez, hogy új barátokat szerezzen. Ám a dolgok kissé félrecsúsznak, amikor véletlenül elássa a pénzt, amit azért kapott az anyjától, hogy üdítőt vegyen a könyvklub találkozójára. |     |                                                          |                |                             |                                        |             |               |
| 11. | 11. | Állat jó állatkert (Zoo)                                 | Raymie Muzquiz | Spencer Rothbell            | 2014. július 3. 2014. november 24.     | 1,84 millió | 016           |
| Clarence és Belson igazi furcsa párrá válik, amikor egy állatkerti kirándulás alkalmával záráskor véletlenül bezárják őket is. |     |                                                          |                |                             |                                        |             |               |
| 12. | 12. | Hajnalok hajnalán (Rise 'n' Shine)                       | Raymie Muzquiz | Mark Banker                 | 2014. július 10. 2014. december 9.     |             | 017           |
| Bepillantunk a hajnali kertvárosi vadonba Clarence-szel, aki mindennap a Nap előtt kel fel. |     |                                                          |                |                             |                                        |             |               |
| 13. | 13. | A ház ura (Man of the House)                             | Raymie Muzquiz | Mark Banker                 | 2014. július 17. 2015. május 6.        |             | 015           |
| Clarence először marad otthon este egyedül. Titokban áthívja a barátait, akikkel csapdákat állítanak arra az esetre, ha betörnének hozzájuk. Az irányítás kicsúszik a kezükből és saját csapdáik foglyai lesznek. |     |                                                          |                |                             |                                        |             |               |
| 14. | 14. | Sár-szemek (Puddle Eyes)                                 | Raymie Muzquiz | Spencer Rothbell            | 2014. július 24. 2014. május 14.       | 1,95 millió | 018           |
| Clarence szeme telemegy sárral, így rövid időre megvakul, ezzel veszélybe sodorva a csapata esélyeit az iskolai versenyen. |     |                                                          |                |                             |                                        |             |               |
| 15. | 15. | Álomhajó (Dream Boat)                                    | Raymie Muzquiz | Mark Banker                 | 2014. július 31. 2015. május 15.       |             | 020           |
| Sumo sziszifuszi feladatra vállalkozik: belefog egy hajó megépítésébe, hogy teljesítse a saját magának támasztott elvárásokat. |     |                                                          |                |                             |                                        |             |               |
| 16. | 16. | Szundi-parti (Slumber Party)                             | Raymie Muzquiz | Spencer Rothbell            | 2014. augusztus 7. 2014. november 24.  | 1,65 millió | 011           |
| Clarence-nek nehezen megy a beilleszkedés a lányok pizsamapartiján, miközben Sumo és Jeff rájön, hogy vele együtt eltűnt közülük a "baráti ütköző" is. |     |                                                          |                |                             |                                        |             |               |
| 17. | 17. | Túra Clarence (Nature Clarence)                          | Raymie Muzquiz | Spencer Rothbell            | 2014. augusztus 14. 2915. május 7.     | 1,75 millió | 019           |
| Clarence, Sumo és Jeff szokásos túrájukra készülnek, de Túra Kate nem tud velük tartani. Ezért a túlterhelt Josh viszi el a gyerekeket, akinek egyszer már meggyűlt a baja Sumóval… |     |                                                          |                |                             |                                        |             |               |
| 18. | 18. | Átlag Jeff (Average Jeff)                                | Raymie Muzquiz | Spencer Rothbell            | 2014. október 2. 2015. május 5.        | 1,82 millió | 022           |
| Jeff identitásválságba kerül, amikor egy központi felmérés alapján egy gyengébb csoportba kerül át az iskolában. |     |                                                          |                |                             |                                        |             |               |
| 19. | 19. | Szerencse-gyík (Lizard Day Afternoon)                    | Raymie Muzquiz | Mark Banker                 | 2014. október 9. 2015. május 4.        | 1,80 millió | 021           |
| Clarence és Sumo egy gyíkot kerget, eközben váratlan jutalmakat kapnak. Jeff próbálkozik, hogy ő is játszhasson Belson legújabb videojátékával. |     |                                                          |                |                             |                                        |             |               |
| 20. | 20. | Az elfelejtett (The Forgotten)                           | Raymie Muzquiz | Mark Banker                 | 2014. október 16. 2015. május 11.      | 2,29 millió | 009           |
| Clarence-t és osztálytársát, Brady-t elfelejtik elhozni az iskolából. Brady kénytelen Clarence-szel tartani kalandos hazaútjuk során. |     |                                                          |                |                             |                                        |             |               |
| 21. | 21. | A szomszéd grillje… (Neighborhood Grill)                 | Raymie Muzquiz | Spencer Rothbell            | 2014. október 23. 2015. május 8.       | 1,47 millió | 007           |
| Clarence-t nagyon megzavarja az, hogy a tanárát az iskolán kívül látja. Nem tudja megállni, hogy ne köszönjön rá a tanárnőre a halálra ítélt vakrandiján. |     |                                                          |                |                             |                                        |             |               |
| 22. | 22. | Pizsama parti extrákkal (Belson's Sleepover)             | Raymie Muzquiz | Patrick Harpin              | 2014. október 30. 2015. május 13.      | 1,56 millió | 006           |
| Belson meghívja Clarence-t és barátait egy virrasztós bulira, ahol nem babra megy a játék: aki túléli Belson tréfáit és ijesztgetését, az megnyeri Belson játékkonzolát! |     |                                                          |                |                             |                                        |             |               |
| 23. | 23. | Ez durva! (Too Gross for Comfort)                        | Raymie Muzquiz | Mark Banker                 | 2014. november 6. 2015. május 12.      | 1,63 millió | 023           |
| Clarence ártatlan kísérlete, amivel Chelsea-t, egy lányt akart becsábítani a csak fiúknak készült faerődbe azzal végződik, hogy Sumo vezetésével megpróbálják kiutálni Chelsea-t és megőrizni a kényes egyensúlyt. |     |                                                          |                |                             |                                        |             |               |
| 24. | 24. | A kezdet kezdetén... (Pilot Expansion)                   | Raymie Muzquiz | Skyler Page, Mark Banker    | 2014. november 13. 2015. május 20.     | 1,73 millió | 024           |
| Clarence, Sumo és Jeff felidézi a napot, amikor először találkoztak, bár egyes részletek a múlt ködébe vesznek. |     |                                                          |                |                             |                                        |             |               |
| 25. | 25. | Váróteremben (Patients)                                  | Raymie Muzquiz | Mark Banker                 | 2014. november 20. 2015. május 19.     | 1,86 millió | 026           |
| Clarence kénytelen kibírni az orvosi váró dögunalmát, hogy elnyerhesse méltó jutalmát, a cukorkát a recepciós asztal melletti üvegből. |     |                                                          |                |                             |                                        |             |               |
| 26. | 26. | Csibe Csehó Általános Iskola (Rough Riders Elementary)   | Raymie Muzquiz | Spencer Rothell             | 2014. december 1. 2015. május 18.      | 1,41 millió | 025           |
| Clarence iskolájának céges támogatása során gyanús felvásárlási törekvésekre derül fény, Clarence pedig kénytelen kiállni „a főnök” elé, fittyet hányva ennek veszélyeire. |     |                                                          |                |                             |                                        |             |               |
| 27. | 27. | Csak semmi kockázat (Nothing Ventured)                   | Raymie Muzquiz | Mark Banker                 | 2014. december 2. 2015. szeptember 15. | 1,40 millió | 028           |
| Clarence és Sumo gyorsan szeretnének szert tenni némi pénzmagra, ezért befektetnek Chad és Sumo apjának új „vállalkozásába”, egy kis szoborboltba. |     |                                                          |                |                             |                                        |             |               |
| 28. | 28. | Beteglátogatóban (Bedside Manners)                       | Raymie Muzquiz | Spencer Rothbell            | 2014. december 3. 2015. szeptember 14. | 1,41 millió | 027           |
| Egy csúnya esés után Belson teljes testgipszet kap. Clarence meglátogatja ágyhoz kötött barátját a kórházban, de olyan dolgokkal próbálja meg felvidítani, amik a frászt hozzák Belsonra. |     |                                                          |                |                             |                                        |             |               |
| 29. | 29. | Jeff nyer (Jeff Wins)                                    | Raymie Muzquiz | Spencer Rothbell            | 2014. december 4. 2015. szeptember 17. | 1,55 millió | 030           |
| Jeff benevezi Clarence-t egy főzőversenyre. Clarence ezúttal sikeresen veszi-e az akadályt, vagy újabb katasztrófára számíthatunk? |     |                                                          |                |                             |                                        |             |               |
| 30. | 30. | Felfüggesztve (Suspended)                                | Raymie Muzquiz | Katie Crown                 | 2015. április 6. 2015. szeptember 18.  | 1,49 millió | 031           |
| Clarence és Sumo megüti a főnyereményt, amikor egy hétre felfüggesztik őket, egy csomó érdekes dolgot tanulnak, amit a suliban nem, ám egy idő után menthetetlenül beüt az unalom és visszakívánkoznak. |     |                                                          |                |                             |                                        |             |               |
| 31. | 31. | Teknőskalap (Turtle Hats)                                | Raymie Muzquiz | Katie Crown                 | 2015. április 7. 2015. szeptember 23.  | 1,44 millió | 034           |
| Miközben egy fura szöveges üzenetet olvas az órán, Baker tanárnő teknőskalapok készítését adja fel házinak, amit a srácok nem tudnak pontosan hová tenni. Amikor elérkezik a számonkérés ideje, Clarence , Jeff és Sumo kénytelen helyben improvizálni! |     |                                                          |                |                             |                                        |             |               |
| 32. | 32. | Liba etető (Goose Chase)                                 | Raymie Muzquiz | Katie Crown                 | 2015. április 8. 2015. szeptember 24.  | 1,53 millió | 035           |
| Clarence vidáman eteti a parkban a madarakat szendvicsével, miközben királynak képzeli magát. Remekól szórakozik, mígnem egy állhatatos liba rá nem akaszkodik. |     |                                                          |                |                             |                                        |             |               |
| 33. | 33. | Aranyhalas bolondságok (Goldfish Follies)                | Raymie Muzquiz | Spencer Rothbell            | 2015. április 9. 2015. szeptember 16.  | 1,90 millió | 029           |
| Clarence vesz egy aranyhalat, de elszakad a zacskója a hazafelé vezető úton, így Clarence-nek kell megmentenie újdonsült barátját és vízbe juttatni, mielőtt túl késő lenne. |     |                                                          |                |                             |                                        |             |               |
| 34. | 34. | Chimney (Chimney)                                        | Raymie Muzquiz | Katie Crown                 | 2015. április 10 2015. szeptember 25.  | 1,37 millió | 036           |
| Az erdőben játszva a fiúk összebarátkoznak egy kóbor kutyával, hazaviszik és Chimneynek nevezik el. Később csapdába esnek egy kútban és újdonsült barátjuk marad egyetlen reményük. |     |                                                          |                |                             |                                        |             |               |
| 35. | 35. | Beteg kihívás (Straight Illin')                          | Raymie Muzquiz | Spencer Rothbell            | 2015. április 16. 2015. szeptember 22. | 1,40 millió | 033           |
| Clarence a nagy hősködés során megeszik ötszáz főtt tojást, ezzel nagy derültséget kiváltva a srácok körében. Clarence egyre rosszabbul érzi a magát, a srácok egyre jobban undorodnak, mígnem már látni sem akarják. |     |                                                          |                |                             |                                        |             |               |
| 36. | 36. | Porbarátok (Dust Buddies)                                | Raymie Muzquiz | Katie Crown                 | 2015. április 23. 2015. szeptember 21. | 1,43 millió | 032           |
| Büntetésként a nagy rumliért Belson anyja Belsonra bízza a takarítást és felajánlja szokásos takarítói szolgáltatásaikat Marynek és Clarence-nek is. Mary és Clarence _ szégyellve a házban uralkodó állapotokat _ úgy dönt, rendet raknak, mielőtt megjön a takarító. |     |                                                          |                |                             |                                        |             |               |
| 37. | 37. | Hurrikán nagyi (Hurricane Dilliss)                       | Raymie Muzquiz | Spencer Rothbell            | 2015. április 30. 2015. szeptember 28. | 1,10 millió | 037           |
| Wendle-éknél minden a feje tetejére fordul, amikor Mary anyja, Dyllis érkezik vendégségbe, aki Clarence, Mary és Chad életének minden szeletébe befurakodik. |     |                                                          |                |                             |                                        |             |               |
| 38. | 38. | Malacfuttatás (Hoofin' It)                               | Raymie Muzquiz | Katie Crown                 | 2015. május 7. 2015. szeptember 30.    | 1,63 millió | 040           |
| Elérkezett az éves Zsíros malacfogó napja amit már mindenki alig várt kivéve Clarence-et. Nagyon sajnálja a szegény malacot ezért átveszi a helyét a futamon. Az egész város a nyomában van ugyanis a fődíj egy hot-doggal teli üst. |     |                                                          |                |                             |                                        |             |               |
| 39. | 39. | Büntetésben (Detention)                                  | Raymie Muzquiz | Tony Infante                | 2015. május 14. 2016. május 24.        | 1,25 millió | 041           |
| Clarence rájön, hogy a büntetés felügyelőtanára, Mr. Reese elalszik, amikor fánkot eszik. Ez a terem lesz az iskola legjobb helye, csakhogy Jeffnek köszönhetően a kényelmes kuckó teljesen kifordul magából. |     |                                                          |                |                             |                                        |             |               |
| 40. | 40. | Hajence (Hairence)                                       | Raymie Muzquiz | Spencer Rothbell            | 2015. május 21. 2016. május 23.        | 1,46 millió | 039           |
| Clarence első nyári munkája során kisegít a HIP CLIPZ Szalonban, azonban amikor egy udvariatlan vendég csúnyán viselkedik Maryvel és az alkalmazottakkal, Clarence jó alaposan megleckézteti. |     |                                                          |                |                             |                                        |             |               |
| 41. | 41. | Kishaver (Lil' Buddy)                                    | Raymie Muzquiz | Spencer Rothbell            | 2015. július 20. 2015. szeptember 29.  | 1,42 millió | 038           |
| Miután Clarence túl agresszívan játszik Kispajtás nevű babájával, a fiú élete legrosszabb rémálmát éli át – büntetésben tölti a szünetet! |     |                                                          |                |                             |                                        |             |               |
| 42. | 42. | Chalmers Santiago (Chalmers Santiago)                    | Raymie Muzquiz | Spencer Rothbell            | 2015. július 21. 2016. május 26.       | 1,56 millió | 043           |
| Clarence a szombat délutánt egy 8-bites játékkal szeretné tölteni, csakhogy Mary megkéri, vigyen át egy levelet a szomszédnak, Chalmers Santiagónak, akit még soha senki nem látott. Clarence úgy dönt, hogy összebarátkozik a rejtélyes szomszéddal, ám időközben kiderül, hogy már túlságosan is jól ismeri...                                                                                            |     |                                                          |                |                             |                                        |             |               |
| 43. | 43. | Fáradt fiúk (Tuckered Boys)                              | Raymie Muzquiz | John Bailey Owen            | 2015. július 22. 2016. június 6.       | 1,36 millió | 044           |
| Jeff rászánta magát, hogy korán lefekszik, ugyanis szeretne időben felkelni, hogy megnézhesse a hajnali meteorzáport. Clarence előrukkol egy lehetetlen ötlettel: mi lenne, ha egész éjszaka fennmaradnának? A fiúk mindent megtesznek, hogy képesek legyenek ébren maradni, azonban egyre távolabb sodródnak a valóságtól, és hallucinálni kezdenek. Az animációt Lindsay és Alex Small-Butera készítette. |     |                                                          |                |                             |                                        |             |               |
| 44. | 44. | Vízipark (Water Park)                                    | Raymie Muzquiz | Tony Infante                | 2015. július 23. 2016. május 31.       | 1,59 millió | 046           |
| Squirty Hegyi Harmat Víziparkjában Clarence számára kiderül az igazság példaképéről, Squirtyről. Jeff és Sumo alig várja, hogy újra megnyisson a park legnagyobb csúszdája, a Vajköpülő! |     |                                                          |                |                             |                                        |             |               |
| 45. | 45. | Ahol a vadak várnak (Where the Wild Chads Are)           | Raymie Muzquiz | Spencer Rothbell            | 2015. július 24. 2016. június 1.       | 1,19 millió | 047           |
| Chad elviszi Clarence-t kempingezni, Clarence-t azonban kiábrándítják a körülmények, hiszen van fűtőtestük, sőt, még hordozható tévéjük is! Clarence a kezébe veszi az irányítást, eldobja Chad tárcáját, telefonját és az összes ételt. Vajon képesek lesznek megbirkózni a természet lágy ölével? |     |                                                          |                |                             |                                        |             |               |
| 46. | 46. | Tengerre fel! (Breehn Ho!)                               | Raymie Muzquiz | Tony Infante                | 2015. augusztus 6. 2016. május 25.     | 1,46 millió | 042           |
| Szárazföldi patkányok! Clarence és Sumo alig várják, hogy játszhassanak az új kalózos társasjátékkal, csakhogy Jeff meghívta az unalmas Breehnt is. Miután Breehn rosszul érzi magát és lelép, rájuk hárul a feladat, hogy megmentsék az áradástól. |     |                                                          |                |                             |                                        |             |               |
| 47. | 47. | A nagy pizzaprobléma (The Big Petey Pizza Problem)       | Raymie Muzquiz | John Bailey Owen            | 2015. augusztus 13. 2016. június 2.    | 1,38 millió | 048           |
| Jeff mindent előkészített a születésnapi bulijára, csakhogy Gilben is ugyanazt a helyet nézte ki magának, és elvonja a reflektorfényt Jeffről. Jeff még inkább felhúzza magát, amikor felvetődik, hogy tarthatnának közös zsúrt. Vajon Jeff túllép a problémán, és képes lesz megosztani mással a nagy napot?                                                                                               |     |                                                          |                |                             |                                        |             |               |
| 48. | 48. | A szakítás (The Break Up)                                | Raymie Muzquiz | Tony Infante                | 2015. augusztus 20. 2016. június 3.    | 1,58 millió | 049           |
| Jeff és Sumo között parázs vita tör ki, amely azzal végződik, hogy a két fiú megesküszik, többet nem beszélnek egymással. Clarence-nek eleinte kedvére való a dolog, hiszen mindig van kivel játszania, de idővel belefárad a helyzetbe, és azon munkálkodik, hogy a fiúk elássák a csatabárdot. |     |                                                          |                |                             |                                        |             |               |
| 49. | 49. | Álmodban (In Dreams)                                     | Raymie Muzquiz | Nelson Boles                | 2015. augusztus 27. 2016. december 21. | 1,17 millió | 050           |
| Clarence elbóbiskol egy álmokról szóló tévéműsor közben, és azt álmodja, hogy Aberdale felett lebeg, belelát mások álmaiba, illetve érzékeli a barátai és a szomszédok tudatalattiját. Amikor azonban mindez rémálommá válik, rákényszerül, hogy megkeresse a kiutat. |     |                                                          |                |                             |                                        |             |               |
| 50. | 50. | Balance (Balance)                                        | Raymie Muzquiz | Spencer Rothbell            | 2015. szeptember 3. 2016. május 27.    | 1,21 millió | 051           |
| Ms. Baker bemutat egy új diákot, az alacsony, kampókezű, Balance nevű fiút. Clarence megörül az új barátnak, a kisfiú azonban senkivel sem tud kijönni. Clarence felfedezi a titkát, és összefog Belsonnal, hogy mindenki előtt leleplezze... |     |                                                          |                |                             |                                        |             |               |
| 51. | 51. | Ijesztő "hú" (Spooky Boo)                                | Raymie Muzquiz | Tony Infante                | 2015. október 27. 2016. május 30.      | 1,24 millió | 045           |
| Miután Clarence megmutatja a környékbeli gyerekeknek a saját kezűleg készített kísértetházát, Chelsea felveti, hogy megnézhetnék a középiskolások kísértetházát is, hogy tényleg megijedjenek. Csakhogy eltévednek, és egy rejtélyes házban találják magukat, amely telis-tele van furcsa zajokkal, kísérteties árnyakkal és mutáns patkányemberekkel!                                                      |     |                                                          |                |                             |                                        |             |               |

### Második évad (2016-2017)
| Sor. | Év. | Cím                                                                           | Rendező               | Író                                  | Premier                              | Nézettség   | Gyártási szám |
| --- | --- | ----------------------------------------------------------------------------- | --------------------- | ------------------------------------ | ------------------------------------ | ----------- | ------------- |
| 52. | 1.  | A vallatás (The Interrogation)                                                | David Ochs, Niki Yang | Spencer Rothbell                     | 2016. január 18. 2016. november 21.  | 1,35 millió | 052           |
| Valaki összemaszatolta Mr. Reese drága autóját! Mr. Reese megkéri Clarence-t, hogy segítsen neki kézre keríteni a csirkefogót. |     |                                                                               |                       |                                      |                                      |             |               |
| 53. | 2.  | Elhagyatott játszótér (Lost Playground)                                       | David Ochs, Niki Yang | Tony Infante                         | 2016. január 18. 2016. november 25.  | 1,25 millió | 058           |
| Az Aberdale-i Általános Iskola játszóterét unalmas, biztonságos játékokkal korszerűsítik. Clarence-ék útnak indulnak a legendás elhagyatott játszótérre, hogy megtalálják a régi játékokat.                                                               |     |                                                                               |                       |                                      |                                      |             |               |
| 54. | 3.  | Madár-fiú-ember (Bird Boy Man)                                                | David Ochs, Niki Yang | Tony Infante                         | 2016. január 19. 2016. november 22.  | 1,04 millió | 053           |
| Sumo talál egy sérült gyalogkakukkot, elnevezi Csípős Szósznak, és meggyógyítja. Elválaszthatatlan barátok lesznek, csakhogy Sumo kénytelen ráébredni, a vadállatokat nem lehet otthon tartani.                                                           |     |                                                                               |                       |                                      |                                      |             |               |
| 55. | 4.  | A szabadság kaktusza (Freedom Cactus)                                         | David Ochs, Niki Yang | Spencer Rothbell, Sam Kremers-Nedell | 2016. január 20. 2016. november 23.  | 1,10 millió | 056           |
| Mindenki imádja a képregényt, amelyet Clarence rajzolt az iskolai újságba, mégis kénytelen kiállni a művészi szabadságáért, amikor a szülők nehezményezik túlságosan nyers humorát.                                                                       |     |                                                                               |                       |                                      |                                      |             |               |
| 56. | 5.  | Rettegés a repüléstől (Plane Excited)                                         | David Ochs, Niki Yang | Sam Kremers-Nedell                   | 2016. január 21. 2016. november 22.  | 1,06 millió | 054           |
| Clarence alig várja, hogy meglátogassa a nagymamáját! Ekkor tudja meg, hogy Chad még soha nem ült repülőgépen, így hát mindent megtesz, hogy segítsen neki átvészelni a repülést.                                                                         |     |                                                                               |                       |                                      |                                      |             |               |
| 57. | 6.  | Szökés a kozmoszon túlról (Escape from Beyond the Cosmic)                     | David Ochs, Niki Yang | Tony Infante                         | 2016. január 22. 2016. november 24.  | 1,29 millió | 057           |
| Clarence véletlenül tönkreteszi Jeff kedvenc játékgépét. Vigasztalásul létrehozza a játék otthoni, élő verzióját, amit Jeffnek mindenképpen ki kell próbálnia.                                                                                            |     |                                                                               |                       |                                      |                                      |             |               |
| 58. | 7.  | Reneszánsz vásár (Ren Faire)                                                  | David Ochs, Niki Yang | Tony Infante                         | 2016. január 28. 2016. november 23.  | 980 ezer    | 055           |
| Clarence és barátai kilátogatnak az aberdale-i reneszánsz vásárra. Clarence azt hiszi, hogy a lovagi torna igazi, és megesküszik, hogy megmenti a hercegnőt a "gonosz" fekete lovagtól.                                                                   |     |                                                                               |                       |                                      |                                      |             |               |
| 59. | 8.  | Időbűnök (Time Crimes)                                                        | David Ochs, Niki Yang | Sam Kremers-Nedell                   | 2016. február 4. 2016. november 24.  | 1,11 millió | 059           |
| Clarence-nek meggyőződése, hogy képes befolyásolni az időt, és megfogadja, hogy csakis jóra fogja használni az erejét. Csakhogy az iskolában hatalmas megmérettetés vár rá: vajon segítsen a barátainak, vagy inkább állítsa meg az időt a móka kedvéért? |     |                                                                               |                       |                                      |                                      |             |               |
| 60. | 9.  | Szombati iskola (Saturday School)                                             | David Ochs, Niki Yang | Tony Infante                         | 2016. február 11. 2016. november 25. | 1,06 millió | 060           |
| Clarence-nek, Jeffnek és Sumónak szombaton be kell mennie az iskolába, hogy lesikálják az általuk alkotott falfestményt. |     |                                                                               |                       |                                      |                                      |             |               |
| 61. | 10. | Támadás a házi buliban (Attack the Block Party)                               | David Ochs, Niki Yang | Sam Kremers-Nedell                   | 2016. február 18. 2016. november 28. | 1,11 millió | 061           |
| Clarence, Jeff és Sumo azt hiszi, hogy az utcában zajló buli valójában az idegenek inváziója. |     |                                                                               |                       |                                      |                                      |             |               |
| 62. | 11. | Kirándulás (Field Trippin')                                                   | David Ochs, Niki Yang | Tony Infante                         | 2016. február 25. 2016. november 29. | 980 ezer    | 062           |
| Clarence az osztálykirándulás során véletlenül rossz buszra száll, és egy másik iskolában köt ki. |     |                                                                               |                       |                                      |                                      |             |               |
| 63. | 12. | Fagylaltvadászat (Ice Cream Hunt)                                             | David Ochs, Niki Yang | Sam Kremers-Nedell                   | 2016. március 3. 2016. november 30.  | 1,18 millió | 063           |
| Clarence arra vállalkozik, hogy elviszi különc szomszédját, Larryt fagylaltozni. Életük legjobb útja előtt állnak. |     |                                                                               |                       |                                      |                                      |             |               |
| 64. | 13. | Üzletember (Company Man)                                                      | David Ochs, Niki Yang | Nick Cron-DeVico                     | 2016. március 10. 2016. december 1.  | 910 ezer    | 064           |
| Clarence véletlenül egy irodaházba rúgja a labdát focizás közben. Amikor megpróbálja visszaszerezni, összekeverik a főnök fiával, és szabadon járhat-kelhet az épületben. Vajon feljut a karrierlétra csúcsára?                                           |     |                                                                               |                       |                                      |                                      |             |               |
| 65. | 14. | Szögbeverő fivérek (Stump Brothers)                                           | David Ochs, Niki Yang | Sam Kremers-Nedell                   | 2016. március 17. 2016. december 2.  | 1,31 millió | 065           |
| Clarence és Sumo lecsapja az áramot Sumóék otthonában, Sumo bátyjával együtt a forró sivatagba kell menniük, hogy alkatrészt szerezzenek a generátorhoz. Vajon túlélik a kalandot, vagy Sumóék testvéri viszályától mindenkinek felforr az agyvize?       |     |                                                                               |                       |                                      |                                      |             |               |
| 66. | 15. | Madryniai mesék (The Tails of Mardrynia)                                      | David Ochs, Niki Yang | Tony Infante                         | 2016. március 25. 2016. december 6.  | 1,05 millió | 067           |
| Clarence-ék egy rejtélyes állattársadalomról szóló könyvet olvastak az iskolában. Clarence úgy dönt, hogy megszervezi a saját állatbirodalmát, hogy felvidítsa a barátját, Percyt. De mi lesz, ha túl messzire mennek?                                    |     |                                                                               |                       |                                      |                                      |             |               |
| 67. | 16. | Clarence Wendle és a Coogan szeme (Clarence Wendle and the Eye of Coogan)     | David Ochs, Niki Yang | Tony Infante                         | 2016. március 25. 2016. december 8.  | 1,05 millió | 069           |
| Clarence és egy pár diák megtalálja Coogan régi naplóját, ami telis-tele van egy rejtélyes kincsre utaló nyomokkal. Clarence a kincsvadászok élén kalandozik Aberdale-ben abban a reményben, hogy rálel Coogan szemére.                                   |     |                                                                               |                       |                                      |                                      |             |               |
| 68. | 17. | Titkos vetítés (Sneaky Peeky)                                                 | David Ochs, Niki Yang | Tony Infante                         | 2016. március 29. 2016. december 5.  | 990 ezer    | 066           |
| A baráti hármas lemarad az új Robobéka traileréről, tehát úgy döntenek, hogy besompolyognak a moziba, hogy a filmet már elsőként láthassák. Csakhogy véletlenül kárt tesznek a kópiában: valamit tenniük kell!                                            |     |                                                                               |                       |                                      |                                      |             |               |
| 69. | 18. | Nyereményjáték (Game Show)                                                    | David Ochs, Niki Yang | Sam Kremers-Nedell                   | 2016. április 21. 2016. december 7.  | 1,01 millió | 068           |
| Clarence az anyukájával shoppingol. Breehn hasonló cipőben jár, hát úgy döntenek, hogy ellógják a ruhavásárlást, és inkább megnéznek egy helyi játékbemutatót.                                                                                            |     |                                                                               |                       |                                      |                                      |             |               |
| 70. | 19. | Deszkás Sumo (Skater Sumo)                                                    | David Ochs, Niki Yang | Sam Kremers-Nedell                   | 2016. április 28. 2016. november 21. | 1,36 millió | 070           |
| Sumo és Clarence kint játszik, amikor Chelsea és Rita elgördeszkázik mellettük. Sumo azon nyomban elhatározza, hogy saját gördeszkát készít, és csatlakozik hozzájuk, Clarence-nek azonban más tervei vannak...                                           |     |                                                                               |                       |                                      |                                      |             |               |
| 71. | 20. | Rejtélyes lány (Mystery Girl)                                                 | David Ochs, Niki Yang | Tony Infante                         | 2016. május 5. 2016. december 12.    | 970 ezer    | 071           |
| 72. | 21. | A helyettes (The Substitute)                                                  | David Ochs, Niki Yang | Sam Kremers-Nedell                   | 2016. május 12. 2016. december 13.   | 1,09 millió | 072           |
| Ms. Baker váratlanul szabadnapot vesz ki, ám helyettese képtelen úrrá lenni az osztályteremben eluralkodó zűrzavaron. A suliban hamarosan minden teljes káoszba fullad, így Clarence-nek kell intézkednie Ms. Baker visszatérése érdekében.               |     |                                                                               |                       |                                      |                                      |             |               |
| 73. | 22. | Az osztályterem (Classroom)                                                   | David Ochs, Niki Yang | Tony Infante                         | 2016. május 19. 2016. december 14.   | 1,09 millió | 073           |
| 74. | 23. | Clarence-telenség (Dullance)                                                  | David Ochs, Niki Yang | Tony Infante                         | 2016. május 26. 2017. április 3.     | 1,07 millió | 074           |
| 75. | 24. | Jeff titka (Jeff's Secret)                                                    | David Ochs, Niki Yang | Sam Kremers-Nedell                   | 2016. június 2. 2016. december 15.   | 1,38 millió | 075           |
| 76. | 25. | Űrverseny (Space Race)                                                        | David Ochs, Niki Yang | Alan Hanson                          | 2016. június 9. 2016. december 16.   | 1,13 millió | 076           |
| 77. | 26. | Növénypapák (Plant Daddies)                                                   | David Ochs, Niki Yang | Tony Infante                         | 2016. június 16. 2016. december 19.  | 1,32 millió | 077           |
| 78. | 27. | Bucky és az üvöltés (Bucky and the Howl)                                      | David Ochs, Niki Yang | Tony Infante                         | 2016. június 23. 2016. december 20.  | 1,29 millió | 078           |
| Clarence megtudja, hogy Sumo is szerepel az iskolai musicalben és lelkesen reklámozza az előadást. Ám a bemutató estéjén, a telt házas nézőtér előtt Sumót elfogja a lámpaláz és elszalad, így Clarence magára marad.                                     |     |                                                                               |                       |                                      |                                      |             |               |
| 79. | 28. | A kukakos láda (Worm Bin)                                                     | David Ochs, Niki Yang | Sam Kremers-Nedell                   | 2016. november 1. 2016. december 9.  | 770 ezer    | 079           |
| 80. | 29. | Clarence, Sumo és a zsarnokgyíkfog (Clarence and Sumo's Rexcellent Adventure) | David Ochs, Niki Yang | Ben Mekler                           | 2016. november 2. 2017. április 4.   | 850 ezer    | 080           |
| 81. | 30. | Szülinap (Birthday)                                                           | David Ochs, Niki Yang | Tony Infante                         | 2016. november 3. 2016. december 22. | 860 ezer    | 081           |
| 82. | 31. | Az élet fája (Tree of Life)                                                   | David Ochs, Niki Yang | Joe Tracz                            | 2016. november 4. 2017. április 5.   | 890 ezer    | 082           |
| 83. | 32. | Zászlóháború (Capture the Flag)                                               | David Ochs, Niki Yang | Tony Infante                         | 2016. november 14. 2017. április 13. | 1,06 millió | 085           |
| 84. | 33. | Cloris (Cloris)                                                               | David Ochs, Niki Yang | Ben Mekler                           | 2016. november 15. 2017. április 6.  | 920 ezer    | 088           |
| 85. | 34. | Horgászkaland (Fishing Trip)                                                  | David Ochs, Niki Yang | Sam Kremers-Nedell                   | 2016. november 16. 2017. április 7.  | 840 ezer    | 087           |
| 86. | 35. | Belson hátizsákja (Belson's Backpack)                                         | David Ochs, Niki Yang | Tony Infante                         | 2016. november 17. 2017. április 11. | 1,08 millió | 086           |
| 87. | 36. | Motel (Motel)                                                                 | David Ochs, Niki Yang | Sam Kremers-Nedell                   | 2016. november 18. 2017. április 12. | 1 millió    | 084           |
| 88. | 37. | Boldog undok-karácsonyt! (Merry Moochmas)                                     | David Ochs, Niki Yang | Sam Kremers-Nedell                   | 2016. december 1. 2017. április 10.  | 1 millió    | 083           |
| 89. | 38. | A pizza hőse (Pizza Hero)                                                     | David Ochs, Niki Yang | Nick Cron-DeVico                     | 2017. február 3. 2017. április 14.   | 930 ezer    | 089           |

### Harmadik évad (2017-2018)
| Sor. | Év. | Cím                                                                                               | Rendező                                      | Író                | Premier                              | Nézettség   | Gyártási szám |
| --- | --- | ------------------------------------------------------------------------------------------------- | -------------------------------------------- | ------------------ | ------------------------------------ | ----------- | ------------- |
| 90. | 1.  | Sumo nyugatra megy (Sumo Goes West)                                                               | David Ochs, Niki Yang, Vitaliy Strokous      | Tony Infante       | 2017. február 10. 2017. október 2.   | 950 ezer    | 090           |
| 91. | 2.  | Valentin nap (Valentimes)                                                                         | David Ochs, Niki Yang, Vitaliy Strokous      | Tony Infante       | 2017. február 10. 2017. október 9.   | 950 ezer    | 095           |
| 92. | 3.  | Clarence-t elnöknek (Clarence for President)                                                      | David Ochs, Niki Yang, Vitaliy Strokous      | Sam Kremers-Nedell | 2017. február 24. 2017. október 6.   | 850 ezer    | 094           |
| 93. | 4.  | Rock koncert (Rock Show)                                                                          | David Ochs, Niki Yang, Vitaliy Strokous      | Tony Infante       | 2017. február 24. 2017. október 4.   | 850 ezer    | 092           |
| 94. | 5.  | Clarence eltűnik (The Phantom Clarence)                                                           | Niki Yang, Vitaliy Strokous                  | Tony Infante       | 2017. június 5. 2018. április 26.    | 960 ezer    | 105           |
| 95. | 6.  | A cseregyerek (Jeffery Wendle)                                                                    | Niki Yang, Vitaliy Strokous                  | Kelsy Abbott       | 2017. június 5. 2018. április 27.    | 960 ezer    | 106           |
| 96. | 7.  | Görény és remény (Badgers 'n' Bunkers)                                                            | Niki Yang, Vitaliy Strokous                  | Sam Kremers-Nedell | 2017. június 5. 2018. április 27.    | 960 ezer    | 107           |
| 97. | 8.  | Furcsa és Agynulla (Dingus 'n' McNobrain)                                                         | Niki Yang, Vitaliy Strokous                  | Tony Infante       | 2017. június 5. 2018. április 27.    | 960 ezer    | 108           |
| 98. | 9.  | Pápá, Baker (Bye Bye Baker)                                                                       | Niki Yang, Vitaliy Strokous                  | Tony Infante       | 2017. június 5. 2018. április 27.    | 960 ezer    | 109           |
| 99. | 10. | Árvízi barátok (Flood Brothers)                                                                   | Niki Yang, Vitaliy Strokous                  | Kelsy Abbott       | 2017. június 5. 2018. április 27.    | 960 ezer    | 110           |
| 100. | 11. | Nyári örömök (Pool's Out for Summer)                                                              | David Ochs, Niki Yang, Vitaliy Strokous      | Tony Infante       | 2017. június 6. 2018. április 23.    | 1,01 millió | 100           |
| 101. | 12. | A nagy meccs (Big Game)                                                                           | Niki Yang, Vitaliy Strokous                  | Tony Infante       | 2017. június 7. 2017. október 19.    | 800 ezer    | 104           |
| 102. | 13. | Elátkozott láda (The Boxcurse Children)                                                           | Niki Yang, Vitaliy Strokous                  | Kelsy Abbott       | 2017. június 8. 2018. április 23.    | 980 ezer    | 111           |
| 103. | 14. | Karate anyu (Karate Mom)                                                                          | Niki Yang, Vitaliy Strokous                  | Tony Infante       | 2017. június 12. 2017. október 17.   | 970 ezer    | 101           |
| 104. | 15. | Clarence szereti Shoop nénit (Clarence Loves Shoopy)                                              | Niki Yang, Vitaliy Strokous                  | Sam Kremers-Nedell | 2017. június 13. 2017. október 3.    | 850 ezer    | 091           |
| 105. | 16. | Közrádió (Public Radio)                                                                           | Niki Yang, Vitaliy Strokous                  | Sam Kremers-Nedell | 2017. június 14. 2017. október 18.   | 860 ezer    | 102           |
| 106. | 17. | Chad maratoni futása (Chad and the Marathon)                                                      | Vitaliy Strokous, Julia Vickerman, Niki Yang | Stephen P. Neary   | 2017. június 15. 2018. április 23.   | 930 ezer    | 112           |
| 107. | 18. | Moody rendőr (Officer Moody)                                                                      | David Ochs, Niki Yang, Vitaliy Strokous      | Sam Kremers-Nedell | 2017. június 19. 2017. október 10.   | 1,02 millió | 096           |
| 108. | 19. | Gilben nagy (Gilben's Different)                                                                  | David Ochs, Niki Yang, Vitaliy Strokous      | Tony Infante       | 2017. június 20. 2017. október 11.   | 950 ezer    | 097           |
| 109. | 20. | Clarence, a jófej (Cool Guy Clarence)                                                             | David Ochs, Niki Yang, Vitaliy Strokous      | Sam Kremers-Nedell | 2017. június 21. 2017. október 12.   | 830 ezer    | 098           |
| 110. | 21. | Maradj a kocsiban! (Just Wait in the Car)                                                         | David Ochs, Niki Yang, Vitaliy Strokous      | Sam Kremers-Nedell | 2017. június 22. 2017. október 13.   | 890 ezer    | 099           |
| 111. | 22. | Elveszett macska (Missing Cat)                                                                    | David Ochs, Niki Yang, Vitaliy Strokous      | Sam Kremers-Nedell | 2017. június 26. 2017. október 5.    | 860 ezer    | 093           |
| 112. | 23. | Nagy baj Kis Aberdale-ben (Big Trouble in Little Aberdale)                                        | David Ochs, Niki Yang, Vitaliy Strokous      | Sam Kremers-Nedell | 2017. június 27. 2017. október 16.   | 960 ezer    | 103           |
| 113. | 24. | Bátorságjáték (Dare Day)                                                                          | Vitaliy Strokous, Julia Vickerman, Niki Yang | Sam Kremers-Nedell | 2017. június 28. 2018. április 23.   | 840 ezer    | 113           |
| 114. | 25. | A csere (The Trade)                                                                               | Vitaliy Strokous, Julia Vickerman, Niki Yang | Tony Infante       | 2017. június 29. 2018. április 23.   | 1,04 millió | 114           |
| 115. | 26. | Rémálom az Aberdale utcában: Balance bosszúja (A Nightmare on Aberdale Street: Balance's Revenge) | Vitaliy Strokous, Julia Vickerman, Niki Yang | Tony Infante       | 2017. október 27. 2018. április 24.  | 840 ezer    | 118           |
| 116. | 27. | Chad hálaadása (Chadsgiving)                                                                      | Vitaliy Strokous, Julia Vickerman, Niki Yang | Kelsy Abbott       | 2017. november 17. 2018. április 25. | 690 ezer    | 122           |
| 117. | 28. | Sumo tanul (A Sumoful Mind)                                                                       | Vitaliy Strokous, Julia Vickerman, Niki Yang | Tony Infante       | 2018. június 10. 2018. április 24.   | 370 ezer    | 115           |
| 118. | 29. | Állati nap (Animal Day)                                                                           | Vitaliy Strokous, Julia Vickerman, Niki Yang | Sam Kremers-Nedell | 2018. június 10. 2018. április 24.   | 430 ezer    | 116           |
| 119. | 30. | A csatorna (The Tunnel)                                                                           | Vitaliy Strokous, Julia Vickerman, Niki Yang | Vitaliy Strokous   | 2018. június 10. 2018. április 24.   | 340 ezer    | 117           |
| 120. | 31. | Tehetségkutató (Talent Show)                                                                      | Vitaliy Strokous, Julia Vickerman, Niki Yang | Kelsy Abbott       | 2018. június 10. 2018. április 25.   | 390 ezer    | 121           |
| 121. | 32. | Az irányítós autó (RC Car)                                                                        | Vitaliy Strokous, Julia Vickerman, Niki Yang | Tony Infante       | 2018. június 10. 2018. április 26.   | 360 ezer    | 126           |
| Clarence a Carla nevű távirányítós játékautójával játszik. Olyan, mintha maga a játékautó döntené el, hova akar menni. Az autó miatt Jeffbek és Sumonak le kell mondania aznapi terveiről. |     |                                                                                                   |                                              |                    |                                      |             |               |
| 122. | 33. | Clarence, a kutyakirály (Dog King Clarence)                                                       | Vitaliy Strokous, Julia Vickerman, Niki Yang | Kelsy Abbott       | 2018. június 17. 2018. április 24.   | 560 ezer    | 119           |
| 123. | 34. | Ugróasztal (Trampoline)                                                                           | Vitaliy Strokous, Julia Vickerman, Niki Yang | Kelsy Abbott       | 2018. június 17. 2018. április 25.   | 560 ezer    | 120           |
| 124. | 35. | Clarence the Movie                                                                                | Vitaliy Strokous, Julia Vickerman, Niki Yang | Tony Infante       | 2018. június 17.                     | 440 ezer    | 123           |
| 125. | 36. | Belsonnak barátnője van (Belson Gets a Girlfriend)                                                | Vitaliy Strokous, Julia Vickerman, Niki Yang | Tony Infante       | 2018. június 17. 2018. április 25.   | 440 ezer    | 124           |
| 126. | 37. | Agypiszkítás (Brain TV)                                                                           | Vitaliy Strokous, Julia Vickerman, Niki Yang | Tony Infante       | 2018. június 17. 2018. április 26.   | 390 ezer    | 127           |
| 127. | 38. | Clarence, a kifinomult (Etiquette Clarence)                                                       | Vitaliy Strokous, Julia Vickerman, Niki Yang | Kelsy Abbott       | 2018. június 24. 2018. április 26.   | 570 ezer    | 125           |
| Clarence benevez egy meseíró versenybe, és bekerül a döntőbe! Amikor kiderül, hogy részt kell vennie egy elegáns fogadáson, Jeff úriembert akar faragni belőle.                            |     |                                                                                                   |                                              |                    |                                      |             |               |
| 128. | 39. | Videotéka (Video Store)                                                                           | Vitaliy Strokous, Julia Vickerman, Niki Yang | Spencer Rothbell   | 2018. június 24. 2018. április 26.   | 500 ezer    | 129           |
| 129. | 40. | Sumo nélkül (Anywhere But Sumo)                                                                   | Vitaliy Strokous, Julia Vickerman, Niki Yang | Tony Infante       | 2018. június 24. 2018. április 27.   | 500 ezer    | 128           |

## Rövidfilmek
| #  | Cím                                    | Író                                     | Premier                                           |
| -- | -------------------------------------- | --------------------------------------- | ------------------------------------------------- |
| 1. | Beauford, a cicus (Beauford T. Pusser) | Niki Yang                               | 2015. július 6. 2016. szeptember 5.(Youtube)      |
| 2. | Van labdám (Have a Ball)               | Stephen P. Neary                        | 2015. augusztus 3. 2016. szeptember 11.(Youtube)  |
| 3. | Nagyfiú (Big Boy)                      | Tiffany Ford                            | 2015. szeptember 1. 2016. szeptember 17.(Youtube) |
| 4. | Parti parti (Beach Blast)              | Michelle Xin                            | 2016. április 5. 2016. szeptember 24.(Youtube)    |
| 5. | Belson-érintés (Belson Touch)          | Tiffany Ford                            | 2016. június 16. 2017. március 7.                 |
| 6. | Elszakadni nehéz (Separation Anxiety)  | Tiffany Ford                            | 2016. augusztus 1. 2017. március 14.              |
| 7. | Babszem (Beans)                        | Lindsay Small-Butera, Alex Small-Butera | 2016. szeptember 12. 2017. március 23.            |
| 8. | Tapadós Clarence (Sticky Clarence)     | Guillermo Martinez                      | 2016. november 28. 2017. március 21.              |